# Norops ocelloscapularis
Norops ocelloscapularis este o specie de șopârle din genul Norops, familia Polychrotidae, descrisă de Köhler, Mccranie și William M. Wilson în anul 2001. Conform Catalogue of Life specia Norops ocelloscapularis nu are subspecii cunoscute.